# Attentat von Volkhoven

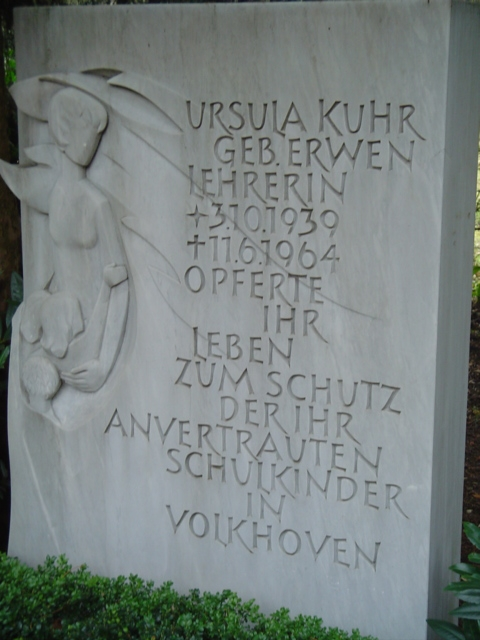
Grab von Ursula Kuhr, einer der beiden getöteten Lehrerinnen, auf dem Kölner Südfriedhof (2005)

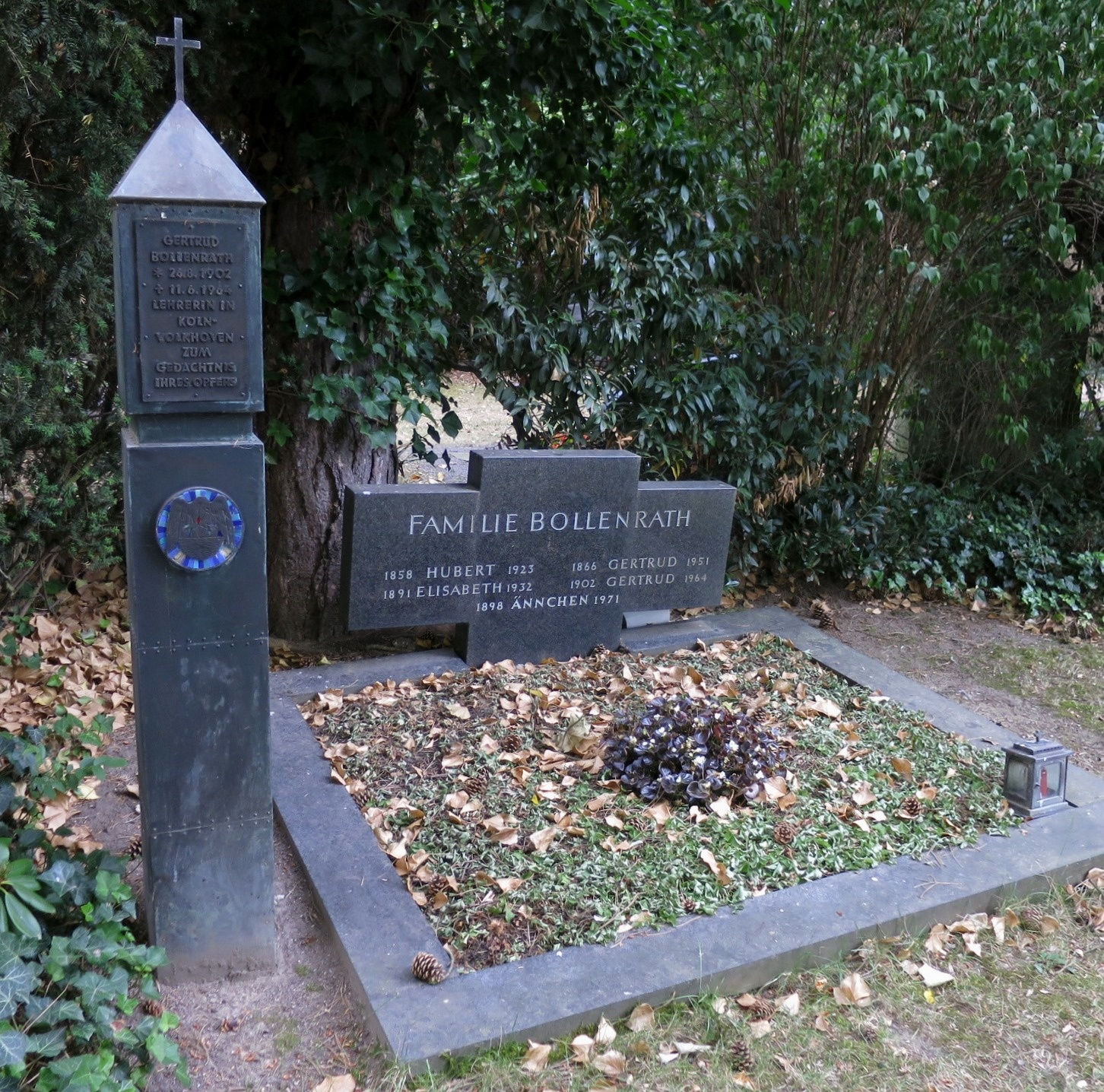
Familiengrab mit Gedenkstein für die getötete Lehrerin Gertrud Bollenrath auf dem Nordfriedhof (Köln) (Flur 32 Nr. 226a+b; 2017)

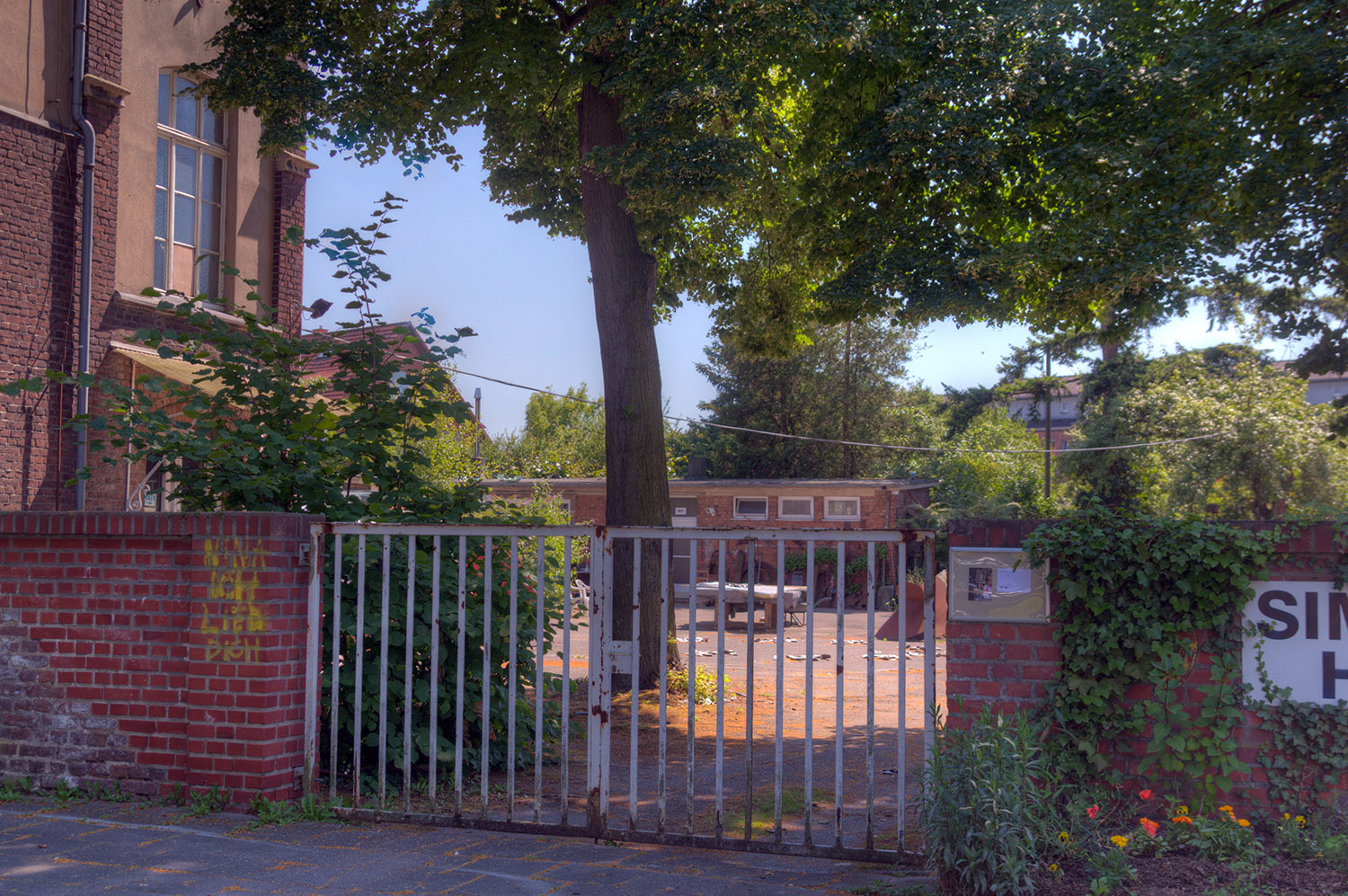
Tor zum Schulhof (2014)

Das Attentat von Volkhoven wurde am Morgen des 11. Juni 1964 an einer Volksschule im Kölner Stadtteil Volkhoven verübt. Der 42-jährige Frührentner Willi Walter Seifert verletzte mit einem selbstgebauten Flammenwerfer und einer Lanze acht Kinder und zwei Lehrerinnen tödlich. Zudem erlitten 20 Kinder und zwei Lehrerinnen schwere Brandverletzungen. Der Täter beging anschließend durch die Einnahme des Pflanzenschutzmittels E605 Suizid.

## Tatort

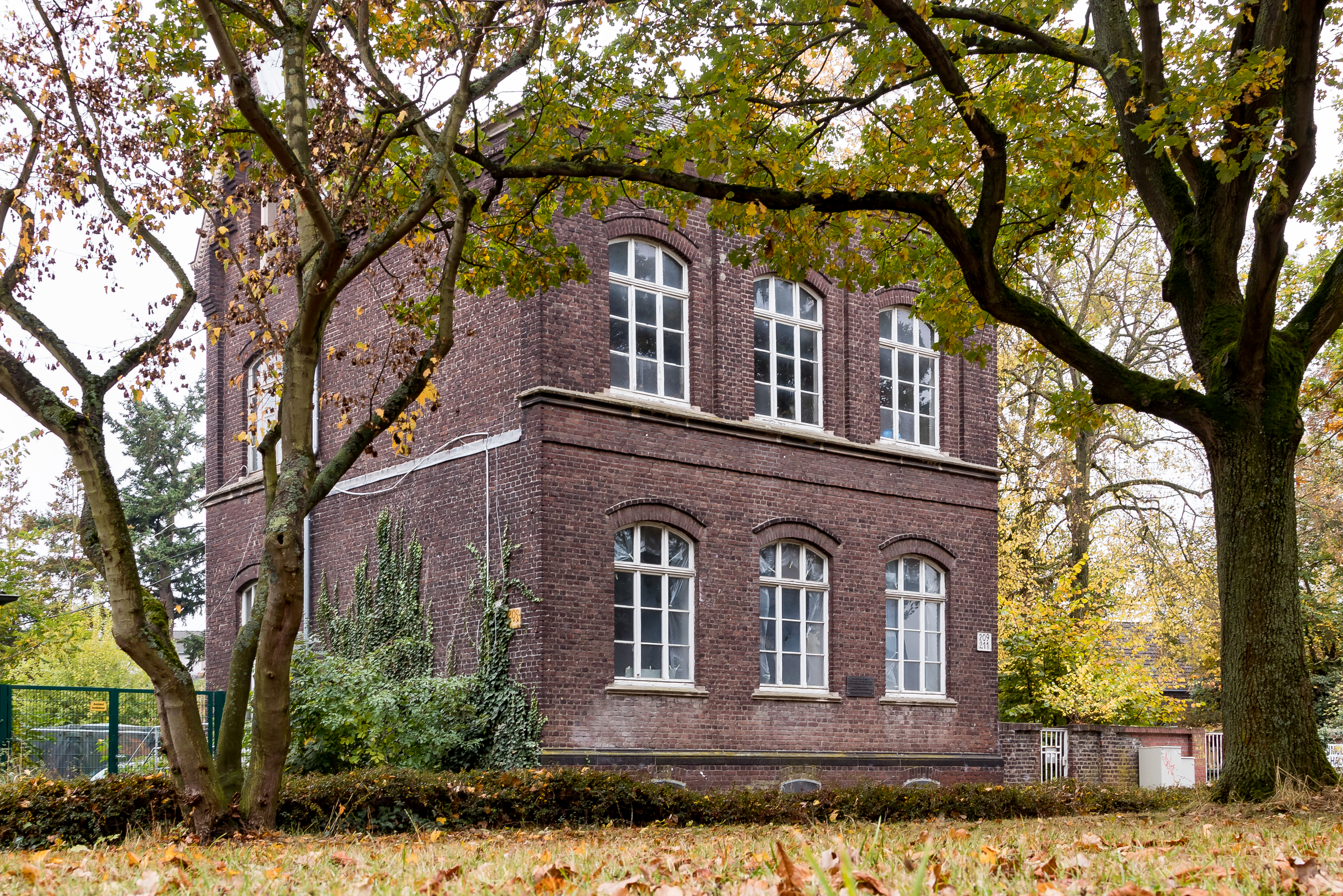
Das Gebäude der Volksschule (2016)

Die Katholische Volksschule in Köln-Volkhoven befand sich am Volkhovener Weg 209–211, zentral innerhalb eines dörflich geprägten Kölner Vororts. Das Schulgelände war zur Straße hin mit einer etwa 1,50 Meter hohen Mauer abgegrenzt, in der sich ein zweiflügeliges Eisentor und eine einflügelige Eingangspforte befanden. Auf dem Schulhof befand sich links, unmittelbar neben der Eingangspforte, ein altes, gemauertes Schulgebäude. Auf der rechten Seite des Schulhofs, etwa 20 Meter von der Mauer entfernt, stand eine eingeschossige Holzbaracke mit vier Klassenräumen. Ihr gegenüber, in der hinteren linken Ecke des Schulhofs, gab es eine weitere Holzbaracke mit zwei Klassenräumen. Zum Tatzeitpunkt befanden sich acht Lehrkräfte und etwa 380 Kinder in der Schule.

## Tatablauf
Die zeitliche Abfolge der einzelnen Tathandlungen in der Schule wurde von den Opfern und anderen Zeugen bereits kurz nach der Tat unterschiedlich wiedergegeben. Die nachfolgende Schilderung entspricht der Darstellung des damaligen Leiters der Kölner Kriminalpolizei, Karl Kiehne, die er 1965 in der kriminologischen Fachzeitschrift Archiv für Kriminologie abgegeben hat. Kiehne war weniger als eine Stunde nach dem Attentat selbst vor Ort gewesen.
Am Morgen des 11. Juni 1964 begab sich Seifert, in einen blauen Arbeitsanzug gekleidet, auf einem Fahrrad von seiner nicht weit entfernten Wohnung am Volkhovener Weg 154 zu einer Scheune gegenüber dem Schulgrundstück. Er führte in einem Sack verpackt einen Flammenwerfer mit sich, den er aus einer umgebauten Pflanzenspritze selbst gebaut hatte. Darüber hinaus hatte er eine selbst angefertigte, etwa 1,50 Meter lange Lanze, ein Schlagwerkzeug aus einem Eisenteil mit daran befestigtem Stahlseil und Handgriff, einen Holzkeil und Sturmstreichhölzer dabei. Er deponierte das Fahrrad, seine Jacke und den leeren Sack in der Scheune, wo sie nach der Tat gefunden wurden.

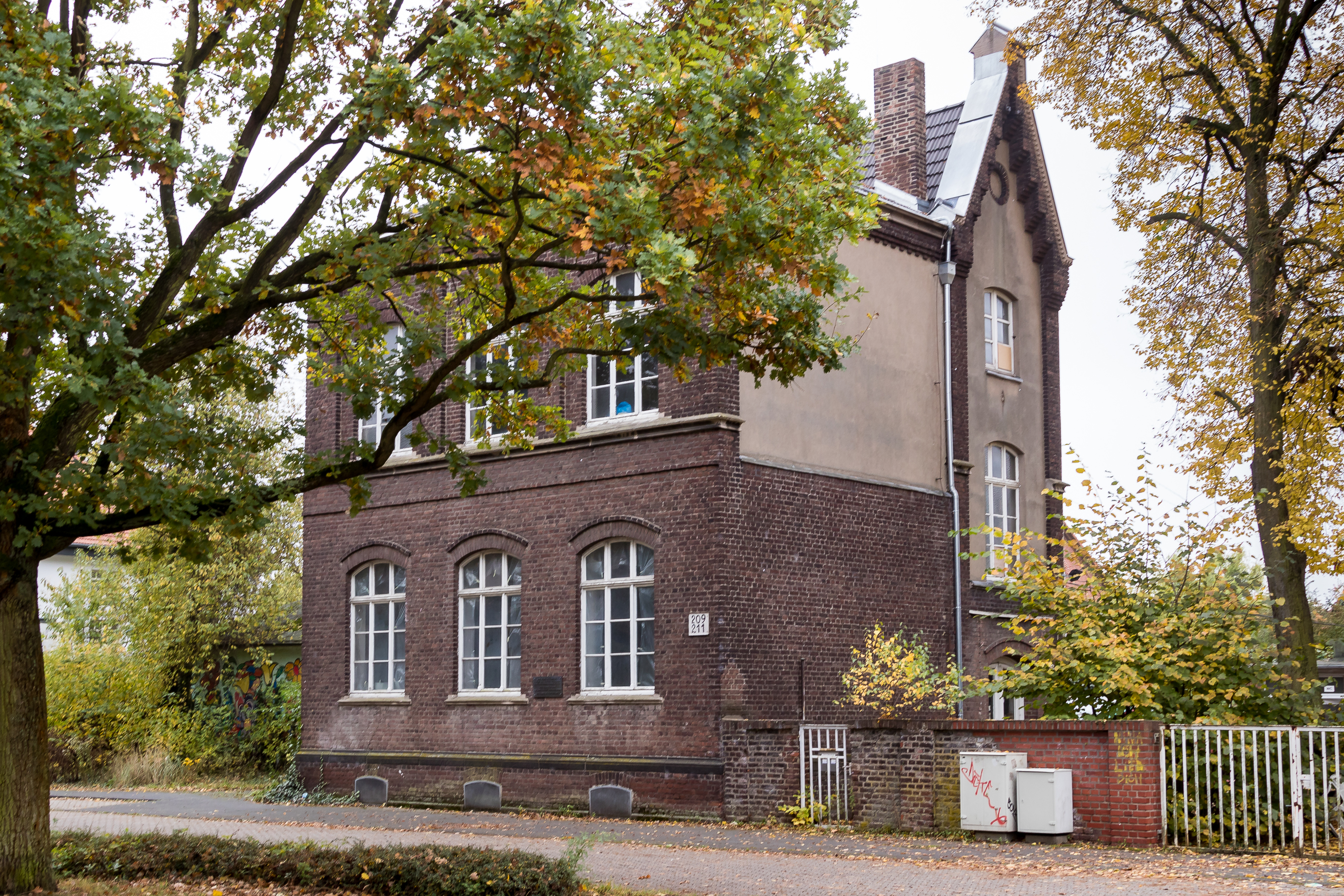
Das kleine Tor rechts neben dem Gebäude war der Zugang zum Schulgelände (2016)

Seifert betrat gegen 9:10 Uhr, kurz vor der „großen Pause“, das Schulgelände. Auf dem Rücken trug er seinen Flammenwerfer und in den Händen die Lanze, das Schlagwerkzeug und den Holzkeil. Er blockierte hinter sich die Eingangspforte mit dem Holzkeil und näherte sich einer Lehrerin, der 67-jährigen Anna Langohr, die am entfernten Ende des Schulhofs eine dritte oder vierte Mädchenklasse im Turnen unterrichtete. Bei der Annäherung des Täters stellte sich die Lehrerin schützend vor die Kinder. Aus etwa sechs Metern Entfernung richtete Seifert einen Flammenstrahl auf die Lehrerin, deren Kleidung in Brand geriet und die sich daraufhin in einem Gebüsch zusammenkrümmte.
Seifert wandte sich anschließend nach rechts einem der beiden der Straße am nächsten liegenden Klassenräume zu und richtete die Flammen durch ein geöffnetes Fenster in den Raum. Der Flammenstrahl reichte bis zur gegenüberliegenden Wand und setzte die Kleidung zahlreicher Kinder in Brand, von denen viele auf der Flucht zur Tür ein zweites Mal mit den Flammen in Kontakt kamen. In diesem Raum entstand am Dach ein Feuer, das später von der Feuerwehr gelöscht wurde. Ein Junge konnte durch ein Fenster den Klassenraum verlassen, stolperte jedoch dabei und fiel zu Boden. Seifert setzte den Jungen gezielt in Brand und wandte sich dem zweiten Klassenraum zu. Dort schlug er mit der Schleuder ein Fenster ein und fügte wiederum etlichen Schülern und der 24-jährigen Lehrerin Wiltrud Schweden Brandverletzungen zu. Dabei erlosch die Flamme, da der Tank des Flammenwerfers entleert war. Seifert nahm E 605 zu sich, warf das angebrochene Röhrchen und den für ihn jetzt nutzlosen Flammenwerfer in der Mitte des Schulhofs auf den Boden und ging weiter zum gemeinsamen Eingang des dritten und vierten Klassenraums der Baracke.
Eine weitere Lehrerin, Gertrud Bollenrath, hatte zu diesem Zeitpunkt gerade die Baracke verlassen und wurde vor der Tür durch einen Stich mit der Lanze in den Bauch verletzt. Danach lief der Täter zu einem gegenüber, in der hinteren linken Ecke des Schulgeländes stehenden Pavillon mit zwei Klassenzimmern. Die beiden dort unterrichtenden Lehrerinnen waren auf die Tat bereits aufmerksam geworden und versuchten die Tür zum Gebäude durch Festhalten der Türklinke zu blockieren. Seifert konnte die Tür dennoch aufreißen, wobei die Lehrerin Ursula Kuhr auf den Schulhof stürzte und durch zwei Lanzenstiche in die Oberschenkel verletzt wurde. Sie konnte sich kurz wieder erheben, wurde aber von Seifert durch einen weiteren Stich in den Rücken getroffen.

## Flucht und Festnahme des Täters
Seifert lief jetzt zum hinteren Teil des Schulhofs, kletterte über einen Zaun und floh mit der Lanze in der Hand über ein freies Feld zu einem nahegelegenen Bahndamm. Dabei wurde er von 20 bis 30 Personen verfolgt. Um 9:38 Uhr traf die erste Funkstreife am Tatort ein; die Feuerwehr war zu diesem Zeitpunkt bereits mit dem Löschen der brennenden Baracke beschäftigt. Aus der Menschenansammlung vor der Schule erhielten die Beamten Hinweise auf den Fluchtweg Seiferts und konnten ihn nach kurzer Verfolgung auffinden. Er hatte sich auf den Bahndamm begeben und hielt seine Verfolger mit der Lanze auf etwa 15 Meter Abstand. Die beiden Beamten der Funkstreife verließen ihr Fahrzeug und versuchten dem Täter den Fluchtweg abzuschneiden. Beim Versuch der Annäherung wurden sie von Seifert mit der Lanze angegriffen; durch den gezielten Pistolenschuss eines Beamten wurde Seifert am Oberschenkel verletzt. Er wurde in die Kölner Universitätsklinik eingeliefert.

## Opfer

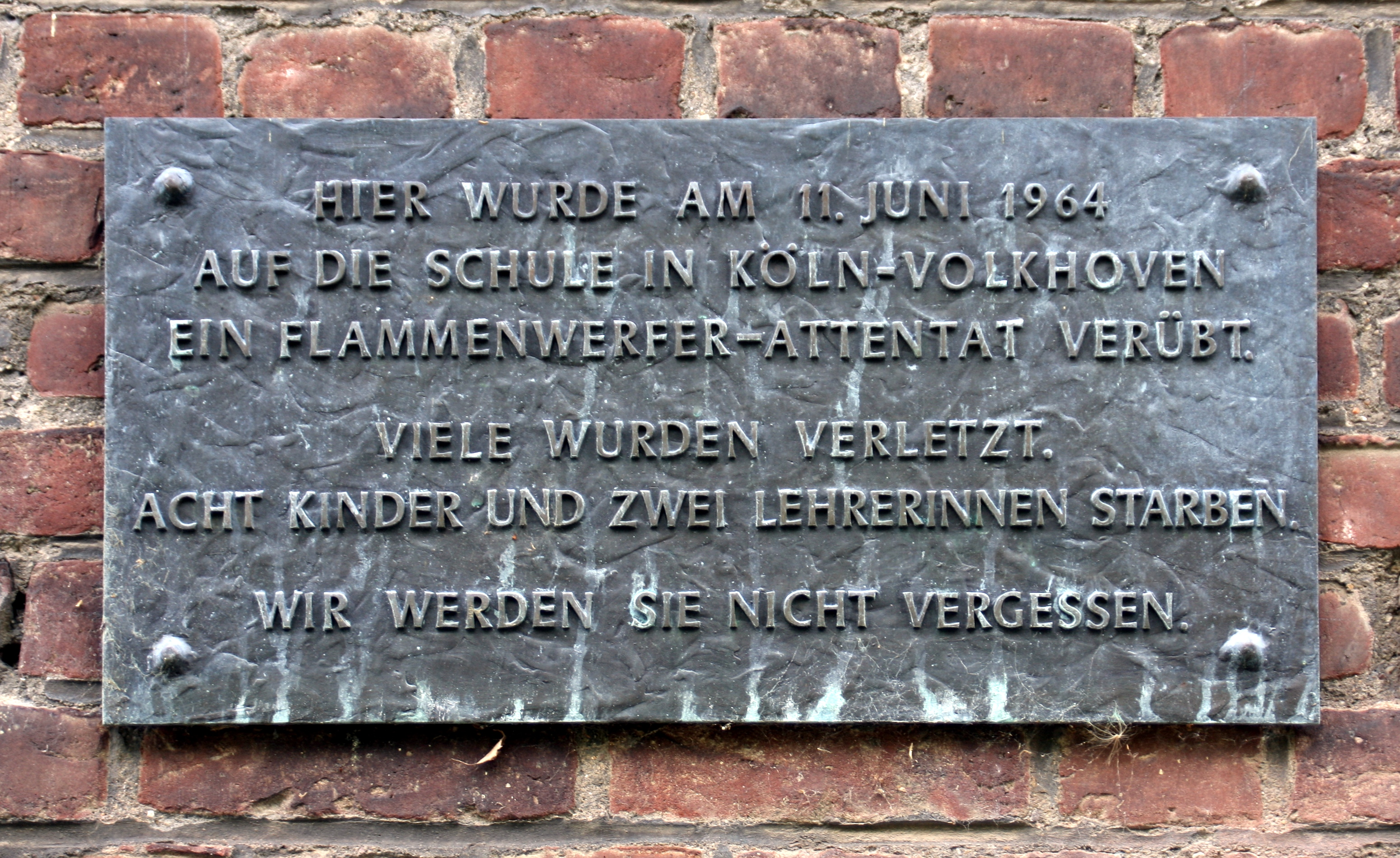
Gedenktafel an dem ehemaligen Schulgebäude (2010)

### Todesopfer
Die 24-jährige Lehrerin Ursula Kuhr verstarb innerhalb weniger Minuten am Tatort, ihre 61-jährige Kollegin Gertrud Bollenrath gegen 13:30 Uhr im Heilig-Geist-Krankenhaus. Beide kamen durch schwere Stichverletzungen zu Tode. Ursula Kuhr fand ihr heute noch bestehendes Grab auf dem Kölner Südfriedhof, Gertrud Bollenrath wurde im Grab ihrer Familie auf dem Nordfriedhof beigesetzt, wo sich auch ein Gedenkstein für die Opfer des Attentats befindet.
28 Kinder und zwei Lehrerinnen wurden durch Brandwunden zum Teil schwer verletzt. Acht dieser Kinder starben während der folgenden drei Wochen: Dorothea Binner am 15. Juni, Klara Kröger und Stephan Lischka am 18. Juni, Renate Fühlen und Rosel Röhrig am 19. Juni, Ruth Hoffmann (10) und Karin Reinhold (11) am 20. Juni und Ingeborg Hahn am 30. Juni.

### Verletzte
Die Überlebenden befanden sich teilweise wochenlang in Lebensgefahr; sie mussten zahlreiche Operationen über sich ergehen lassen. Die erlittenen Verletzungen und die schmerzhaften Behandlungen beeinträchtigten ihr Leben und das ihrer Familien oft über Jahre und Jahrzehnte.

### Rettungseinsatz
Noch während der Attentäter auf dem Schulgelände war, begannen Schüler und Lehrerinnen, auch die später ihren Verletzungen erlegene Gertrud Bollenrath, die in Brand geratene Kleidung der Kinder zu löschen. Als sich Seifert bereits auf der Flucht befand, gelang es vorbeikommenden Mitarbeitern der städtischen Müllabfuhr, das versperrte Tor aufzubrechen und weitere Kinder mit Decken und Kleidungsstücken zu löschen. Sie stoppten vorbeifahrende Fahrzeuge, die noch vor dem Eintreffen der ersten Rettungskräfte verletzte Kinder in das am nächsten gelegene Heilig-Geist-Krankenhaus im Stadtteil Longerich transportierten. Noch vor der Polizei trafen Einsatzkräfte der Kölner Feuerwehr, des Malteser Hilfsdienstes und der Bundeswehr – in der heutigen Lüttich-Kaserne in Köln-Longerich war eine Sanitätseinheit stationiert – am Tatort ein. Mit deren Fahrzeugen wurden die verbliebenen Verletzten in das Heilig-Geist-Krankenhaus, das weniger als zwei Jahre vor der Tat neu eröffnete Kinderkrankenhaus Amsterdamer Straße in Riehl, das Vinzenz-Krankenhaus in Nippes, alle nur wenige Kilometer vom Tatort entfernt, und in die Kölner Universitätsklinik gebracht.

### Medizinische Versorgung
Die geretteten Kinder waren durch die Brandverletzungen teilweise so entstellt, dass ihre Identifizierung in den Krankenhäusern Schwierigkeiten bereitete. Die Klinikärzte bemühten sich gemeinsam mit hinzugezogenen Spezialisten über Monate hinweg um das Überleben der Opfer, die Verbrennungen bis zu 90 Prozent der Körperoberfläche erlitten hatten. Für die Behandlung von Hautverbrennungen benötigte medizinische Geräte wurden eigens beschafft. Noch in der Nacht nach dem Attentat wurden Reste der brennbaren Flüssigkeit im Kölner Institut für gerichtliche Medizin analysiert, um für die Behandlung der Verletzten wichtige Informationen zu erlangen. Dies geschah auch in der Sorge, die Flüssigkeit könne einen Säurezusatz enthalten haben.
Einen Monat nach der Tat schwebten zehn Kinder weiter in Lebensgefahr; erst eines war aus dem Krankenhaus entlassen worden. Im August waren alle Kinder außer Lebensgefahr, 19 von ihnen und die Lehrerin Anna Langohr befanden sich jedoch weiterhin im Krankenhaus und konnten ihre Entlassung erst in einigen Monaten erwarten. Ein Jahr nach dem Anschlag befand sich ein 13-jähriges Mädchen immer noch im Krankenhaus; alle anderen mussten weiter ärztlich behandelt werden.

## Täter

### Vorleben
Willi Walter Seifert (* 19. Juni 1921 in Köln-Bickendorf; † 11. Juni 1964 in Köln-Lindenthal) zog sich – nach seiner Überzeugung – als Wehrmachtssoldat in der Kriegsgefangenschaft eine Tuberkuloseerkrankung zu. Nach Kriegsende verbrachte Seifert ein Jahr im Polizeidienst, wurde allerdings wegen seiner Lungenerkrankung als dienstunfähig entlassen. 1953 stellte ein Gutachter der Tuberkulose-Fürsorgestelle der Stadt Köln eine Erwerbsminderung von 30 Prozent fest und schloss einen ursächlichen Zusammenhang mit der Kriegsgefangenschaft Seiferts aus. Daraufhin begann Seifert eine jahrelange Auseinandersetzung mit Amtsärzten und Versorgungsämtern, während der er wiederholt umfangreiche Eingaben verfasste. Seine Schrift Sozialpolitik – Sozialärzte – Sozialmord, in der er mehrere Ärzte scharf angriff, war der Anlass für eine Untersuchung Seiferts durch einen Facharzt für Neurologie und Psychiatrie, der ihm einen „schizophrenen Defektzustand bzw. paranoide Entwicklung“ bescheinigte. Da Seifert bei der Untersuchung keine Anzeichen für ein gemeingefährliches Verhalten gezeigt hatte, sah der Arzt keine Veranlassung für eine Unterbringung in einer psychiatrischen Klinik.
Zu Beginn der 1950er Jahre geriet Seifert mit seinem jüngeren Bruder in Streit. Seifert hatte ihm gegenüber den Plan geschildert, unter dem Keller des elterlichen Hauses einen Tiefkeller anzulegen. Sein Plan war es, auf Feldwegen Minderjährige zu entführen, in dem Keller gefangen zu halten und sie „bei Bedarf“ zu missbrauchen. Diese Phantasien äußerte Seifert vor seiner Eheschließung; er besorgte sich in diesem Zusammenhang Fachliteratur über Erdarbeiten.
Am 7. Oktober 1955 heiratete Seifert. Drei Jahre vor dem Amoklauf, am 11. Februar 1961, starb seine Ehefrau nach einer Frühgeburt an einer Embolie; auch das Kind überlebte nicht. Daraufhin verfasste er eine 120 Seiten umfassende Schrift mit dem Titel Muttermord – Einzelschicksal und Analyse eines Systems, von der er mehrere Exemplare an Behörden und Ärzte schickte. In der Schrift wird deutlich, dass sich Seifert intensiv mit medizinischer Fachliteratur befasst haben musste, die er nun anführte, um seine Schuldzuweisungen zu untermauern. Er griff die Ärzte seiner Frau an, denen er vorwarf, die Embolie falsch behandelt zu haben, und bezeichnete sie als „Mörder“. Die Gesellschaft sei ein „Verbrechersystem“, dessen Grundlagen auch für die Ärzte gültig seien. Er schließt mit den Worten: „Wer mir den Schutz des Gesetzes verweigert, zwingt mir die Keule in die Hand.“
Sein soziales Umfeld beurteilte ihn unterschiedlich; einige Nachbarn mieden ihn nach dem Tod der Ehefrau als „verrückt“ und „Sonderling“, andere würdigten seine Hilfsbereitschaft und seine Kinderliebe. Am Tag vor dem Attentat kam es zu einem Streit mit Bauarbeitern, die vor dem Haus Seiferts und dem Nachbarhaus Rohre zu verlegen hatten. Seifert bemängelte, dass die Erdarbeiten nicht vorschriftsmäßig durchgeführt würden. Direkte Hinweise auf die bevorstehende Tat gab es nicht.

### Vorbereitung des Anschlags

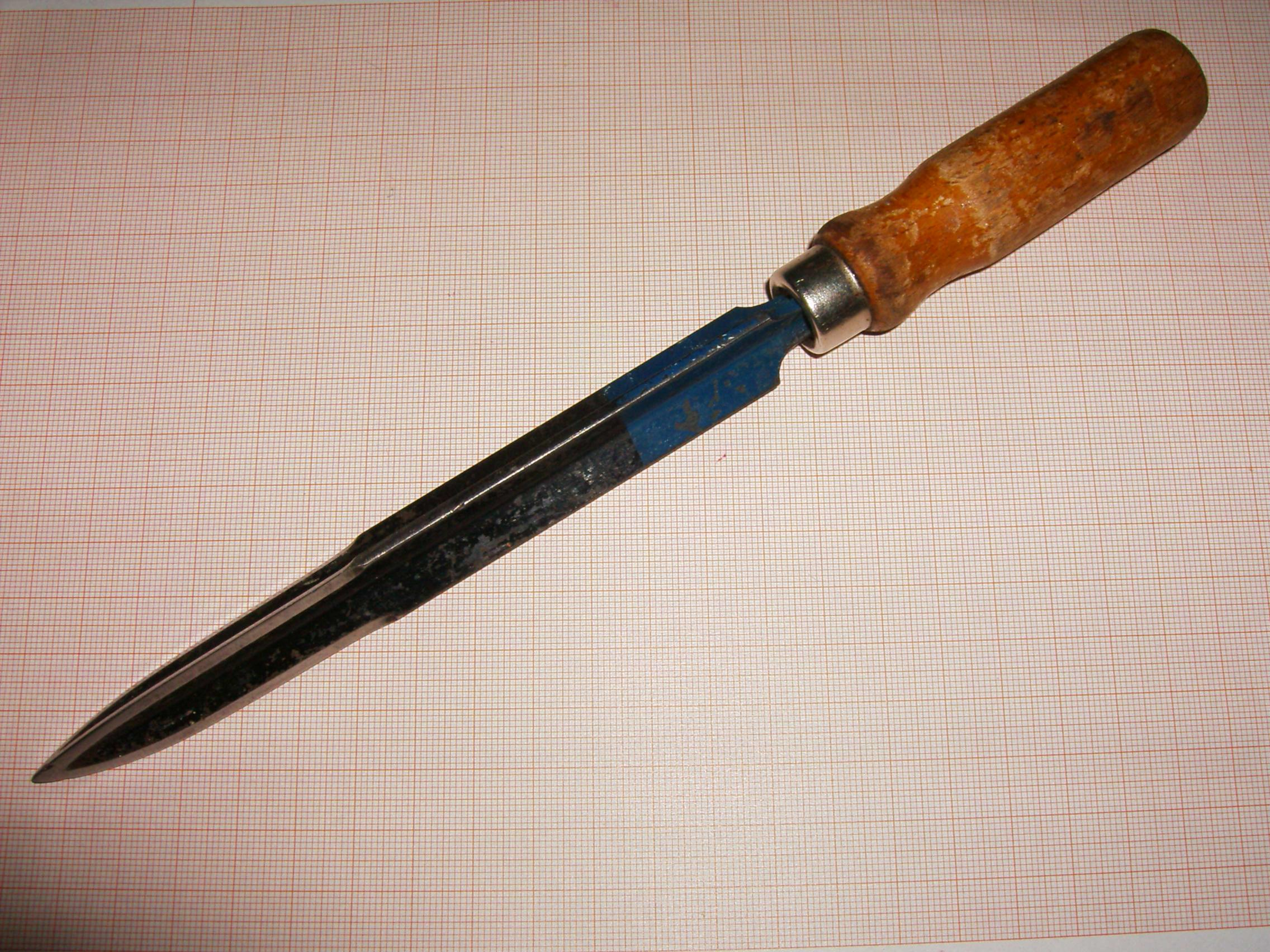
Dreikantschaber

Die Tat beging Seifert nicht spontan, sondern plante sie detailliert über einen längeren Zeitraum und bereitete sie vor. Dies ergibt sich aus der Art der Tatmittel, ausschließlich selbst angefertigte Waffen und Hilfsmittel, bei deren Herstellung er sorgfältig vorging und seine im Berufsleben als Metallhobler und als Waffen-Unteroffizier erworbenen Fähigkeiten einsetzte. Den Flammenwerfer baute er aus einem für das Spritzen von Obstbäumen verwendeten Behälter seiner Eltern; einen Schlauch und einen Verschluss kaufte er und baute ihn für die Montage selbst um. Die brennbare Flüssigkeit war eine Mischung verschiedener Substanzen, darunter gebrauchtes Motoröl, Lackverdünner und Toluol.
Zum Bau der Lanze benutzte er einen angeschliffenen Dreikantschaber, den er auf einen Stab montierte. Das Schlagwerkzeug zum Einschlagen der Fensterscheibe bestand aus einer eisernen Pumpenhalterung, an der er ein Stahlseil und einen Handgriff anbrachte. Schließlich bestand der von ihm für das Blockieren der Pforte verwendete Keil aus mehreren passend zusammengefügten Holzstücken, an deren Oberseite ein Stahlband angebracht war. Auf der Unterseite befanden sich Eisennägel, die sich im Boden verankern und ein Lösen des Holzkeils von außen erschweren sollten.

### Tatgeständnis und Tod
Am Ort seiner Festnahme, während des Wartens auf den Notarzt und im Krankenhaus nach der ersten Versorgung machte Seifert gegenüber dem Leiter der Kölner Mordkommission, Manfred Gundlach, bruchstückhafte Angaben zum Tathergang und zu seinen Motiven. Auf die Frage nach dem Grund für seine Tat gab er an, dass man ihn habe töten wollen. Er beschuldigte, wie schon in einigen seiner früheren Briefe, mehrere Ärzte namentlich. Er habe weder eines der Kinder, eine der Lehrerinnen noch die Schule gekannt oder „Ärger“ mit ihnen gehabt. Über seine Tat sagte er nur: „Es ist eine böse Sache“, es sei „vielleicht eine verderbte Idee“ gewesen, und auf die Frage, warum er die Kinder angegriffen habe: „das ist zu langatmig“. Die Tat habe er schon lange geplant, die Lanze wollte er acht Wochen zuvor angefertigt haben und den Flammenwerfer wenig früher. Seifert verstarb gegen 20:35 Uhr an der Vergiftung durch das noch auf dem Schulgelände eingenommene Pflanzenschutzmittel. Bei der Obduktion wurde festgestellt, dass Seifert weder an einer aktiven Tuberkulose litt noch in der jüngeren Vergangenheit einen Krankheitsschub erlebt hatte. In der Bevölkerung hieß es zunächst, seine Asche sei anonym verstreut worden. Nach Angaben des Leiters der Kriminalpolizei im Jahr 1965 wurde die Urne außerhalb der Stadt beigesetzt. Einige Jahre später erklärte er hingegen, die Asche sei zunächst im Grab von Seiferts Mutter in der Nähe seiner Opfer beigesetzt worden. Nach Protesten von Seiten der Angehörigen der Opfer habe man die Urne Seiferts an einen anderen, geheim gehaltenen Ort umgebettet.

## Nach der Tat

### Öffentliche Wahrnehmung
Die Tat erregte  erhebliches Aufsehen. Zeitungen und Fernsehsender berichteten nicht nur unmittelbar nach der Tat, sondern verfolgten das Schicksal der Opfer über Monate aufmerksam. In den lokalen Medien waren das Attentat und das Schicksal der Verletzten auch noch nach Jahrzehnten Gegenstand der Berichterstattung. Die Pariser Boulevardzeitung Le Parisien behauptete, der Attentäter habe beim Betreten des Schulhofs „Ich bin Hitler der Zweite“ gerufen. Tatsächlich konnte festgestellt werden, dass zwei Tage vor dem Anschlag ein anderer Volkhovener in der Kölner Innenstadt den Straßenverkehr gestört und sich dabei als „Nachfolger des Führers“ bezeichnet hatte.
Für die Opfer setzte eine Welle der Hilfsbereitschaft ein. Spender aus der ganzen Welt brachten innerhalb von drei Wochen bereits 350.000 DM für die Opfer und ihre Angehörigen auf, insgesamt wurden 1,4 Millionen DM gespendet. Die Mittel waren für die langfristige Unterstützung und Förderung der Opfer vorgesehen und wurden von einem Unterstützungsverein, dem Kuratorium für die katastrophengeschädigten Kinder von Volkhoven e. V., verwaltet.
Über die Anteilnahme am Schicksal der Opfer hinaus kam es zu einer Diskussion über die Frage, ob die Tat bei einem rechtzeitigen Eingreifen der Behörden zu vermeiden gewesen wäre. Der Vizepräsident des Deutschen Kinderschutzbundes erhob wenige Wochen nach der Tat schwere Vorwürfe gegen die Ärzteschaft. Mit Bezug auf den Anschlag von Volkhoven und auf drei weitere seither durch psychisch Kranke in Berlin und Ludwigshafen getötete Kinder erklärte er, dass die Ärzte offenbar nicht in der Lage seien, „die Gefährlichkeit von Geisteskranken zu erkennen“. Im Ergebnis der öffentlichen Auseinandersetzung teilte der zuständige Landschaftsverband Rheinland mit, dass die Rechtslage eine zwangsweise Unterbringung des Täters in einer psychiatrischen Klinik nicht ermöglicht habe.
40 Jahre nach dem Anschlag veröffentlichte die zur Tatzeit achtjährige Barbara Peter, die selbst zu den schwer Verletzten gehörte und dreieinhalb Monate im Krankenhaus verbrachte, unter dem Titel Das Herz der Stadt stand still. Das Flammenwerfer-Attentat von Köln-Volkhoven eine Sammlung von Erinnerungen Überlebender, Angehöriger, eingesetzter Feuerwehrleute und Polizeibeamter, Lehrern, Seelsorgern und medizinischen Betreuern der Opfer. Im Zusammenhang mit diesem Buch lieferte sie auch eine Erklärung für die Vielzahl unterschiedlicher und in Details einander widersprechender Schilderungen des Anschlags, wie sie bereits unmittelbar nach der Tat entstanden waren: „Es gibt keine absolute Wahrheit dessen, was damals passiert ist. Jeder hatte seine eigene Version, und erst die Summe der Erinnerungen vervollständigt ein Bild, das der Wahrheit womöglich nahe kommt.“

### Gedenken an die Opfer

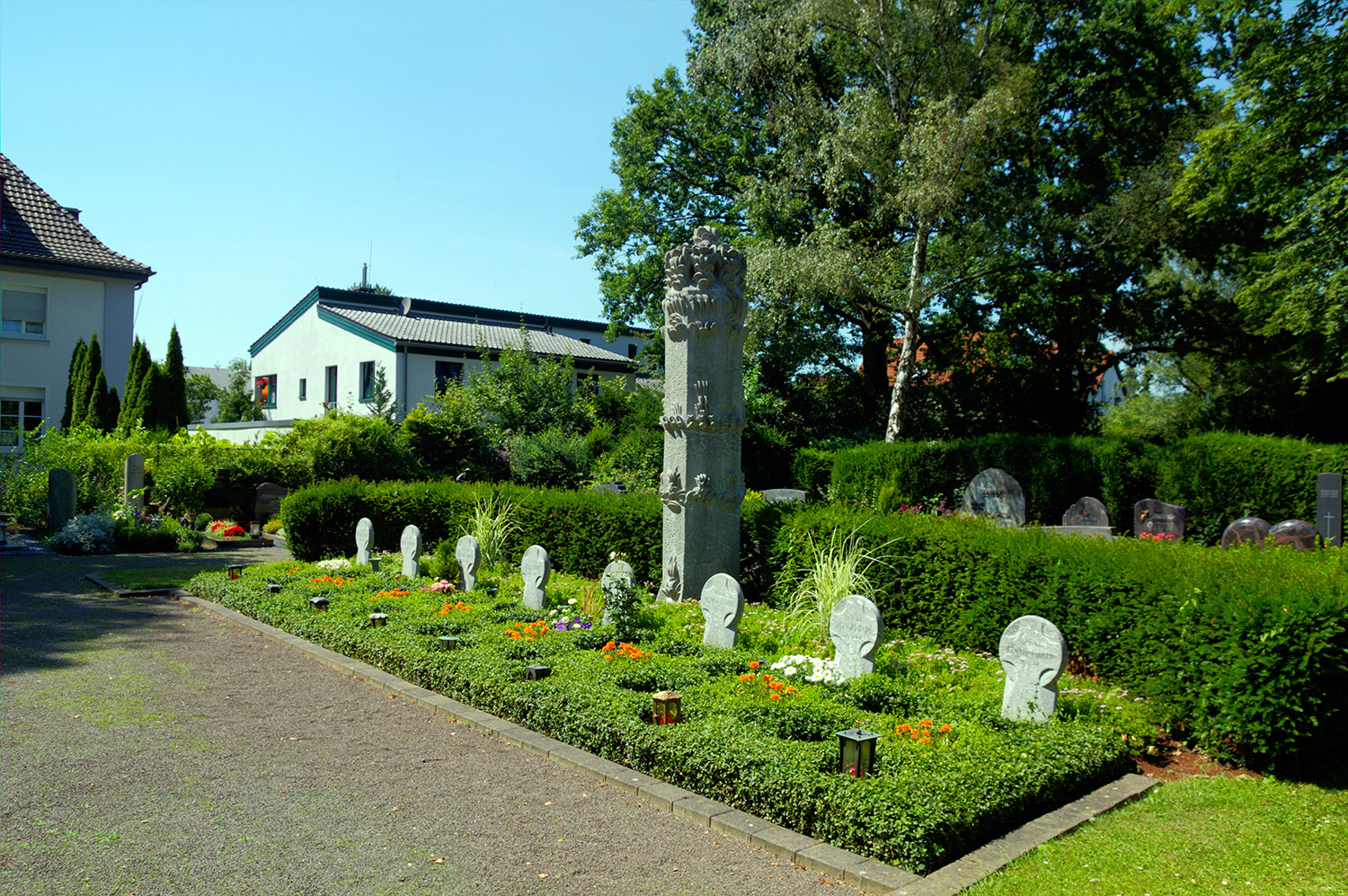
Friedhof Weiler: Grabstätte der getöteten Kinder (2014)

Die acht verstorbenen Kinder erhielten auf dem alten Friedhof in Weiler eine gemeinsame Ruhe- und Gedenkstätte. Am 20. Juni 1964 nahmen vor der Beisetzung der ersten vier verstorbenen Kinder mehr als 2000 Menschen an einem Requiem teil, das der Kölner Erzbischof Josef Kardinal Frings in der kleinen Kirche St. Cosmas und Damian hielt. Die Zahl der Trauergäste überstieg das Fassungsvermögen der Kirche, so dass viele Menschen die mit Lautsprechern nach draußen übertragene Messe im Regen verfolgen mussten. Am 20. Juni 1969 wurde an den Gräbern ein Denkmal des Kölner Bildhauers Elmar Hillebrand aufgestellt, eine Säule, auf der von Flammen umschlungene Blätter dargestellt sind.
Nach den getöteten Lehrerinnen Ursula Kuhr und Gertrud Bollenrath wurden zwei Schulen im Kölner Stadtbezirk Chorweiler benannt. Die bereits vor dem Attentat als Ersatz für die Katholische Volksschule in Volkhoven geplante Katholische Volksschule Volkhovener Weg in Köln-Heimersdorf wurde im April 1965 eröffnet und erhielt den Namen Ursula-Kuhr-Schule, den sie bis heute trägt. Im Zuge einer Schulreform wurde aus der Volksschule eine Gemeinschaftshauptschule. An Ursula Kuhr erinnert auch der Ursula-Kuhr-Weg in Volkhoven. Die Gertrud-Bollenrath-Schule war eine Förderschule für Lernbehinderte in Volkhoven/Weiler, die ihren Namen 1986 erhielt, sie wurde im Rahmen eines Schulneubaus 2016 abgerissen. Der Ausschuss für Schule und Weiterbildung beschloss am 15. November 2018 einstimmig, dass die Förderschule Soldiner Str. 68 in Lindweiler den Namen „Gertrud-Bollenrath-Schule“ erhält.

### Ehrung der überlebenden Lehrerinnen
Die schwer verletzte Lehrerin Anna Langohr schwebte eine Woche lang in Lebensgefahr und konnte das Krankenhaus erst nach vier Monaten verlassen. In Würdigung ihres Einsatzes für ihre bedrohten Schüler wurde sie von Papst Paul VI. mit dem Ehrenkreuz Pro Ecclesia et Pontifice („Für Kirche und Papst“) ausgezeichnet. Der Kölner Oberbürgermeister John van Nes Ziegler überreichte ihr die Verdienstmedaille des Verdienstordens der Bundesrepublik Deutschland, und das Land Nordrhein-Westfalen ehrte sie mit der Rettungsmedaille des Landes Nordrhein-Westfalen. In den Schuldienst kehrte sie nicht mehr zurück, sie leitete jedoch über viele Jahre einen Altenkreis in Volkhoven. Anna Langohr starb am 27. Januar 1990 im Alter von 93 Jahren. Im benachbarten Stadtteil Heimersdorf wurde nach ihrem Tod eine Gemeinschaftsgrundschule mit Offener Ganztagsschule Anna-Langohr-Schule genannt.
Neben Anna Langohr wurden im Dezember 1965 vier weitere Lehrerinnen mit der Rettungsmedaille des Landes Nordrhein-Westfalen ausgezeichnet, „weil sie unter Einsatz ihres Lebens versuchten, eine drohende Gefahr von den ihnen anvertrauten Kindern abzuwenden“. Eine sechste Lehrerin wurde dafür ausgezeichnet, dass sie nach dem Anschlag mit einer Kollegin die entstellten Kinder in den Krankenhäusern identifizierte.
Auch zum 45. Jahrestag der Tat fanden in Köln noch öffentliche Gedenkveranstaltungen statt. Zum 50. Jahrestag richtete die Stadt eine Gedenkfeier im Heinrich-Mann-Gymnasium aus. Außerdem gab es dort eine Ausstellung des Bürgervereins Volkhoven-Weiler.

### Kosten der Rehabilitation und Nachsorgeleistungen
Sechs Wochen nach dem Anschlag beschloss der Rat der Stadt Köln einstimmig, alle Kosten der Behandlung der Verletzten einschließlich kosmetischer Operationen, psychotherapeutischer Behandlungen und Erholungsaufenthalten zu übernehmen, den Opfern eine angemessene Ausbildungsbeihilfe zu zahlen und im Fall der Erwerbsunfähigkeit aufgrund der erlittenen Verletzungen ab dem 16. Lebensjahr eine lebenslange Rente zu zahlen. Drei Monate nach der Tat beliefen sich die bis dahin der öffentlichen Hand entstandenen Kosten auf sechs Millionen DM, überwiegend Kosten der medizinischen Behandlung der Verletzten, aber auch Unterstützungszahlungen und Aufwendungen für Erholungsaufenthalte der Kinder.

### Schulgelände

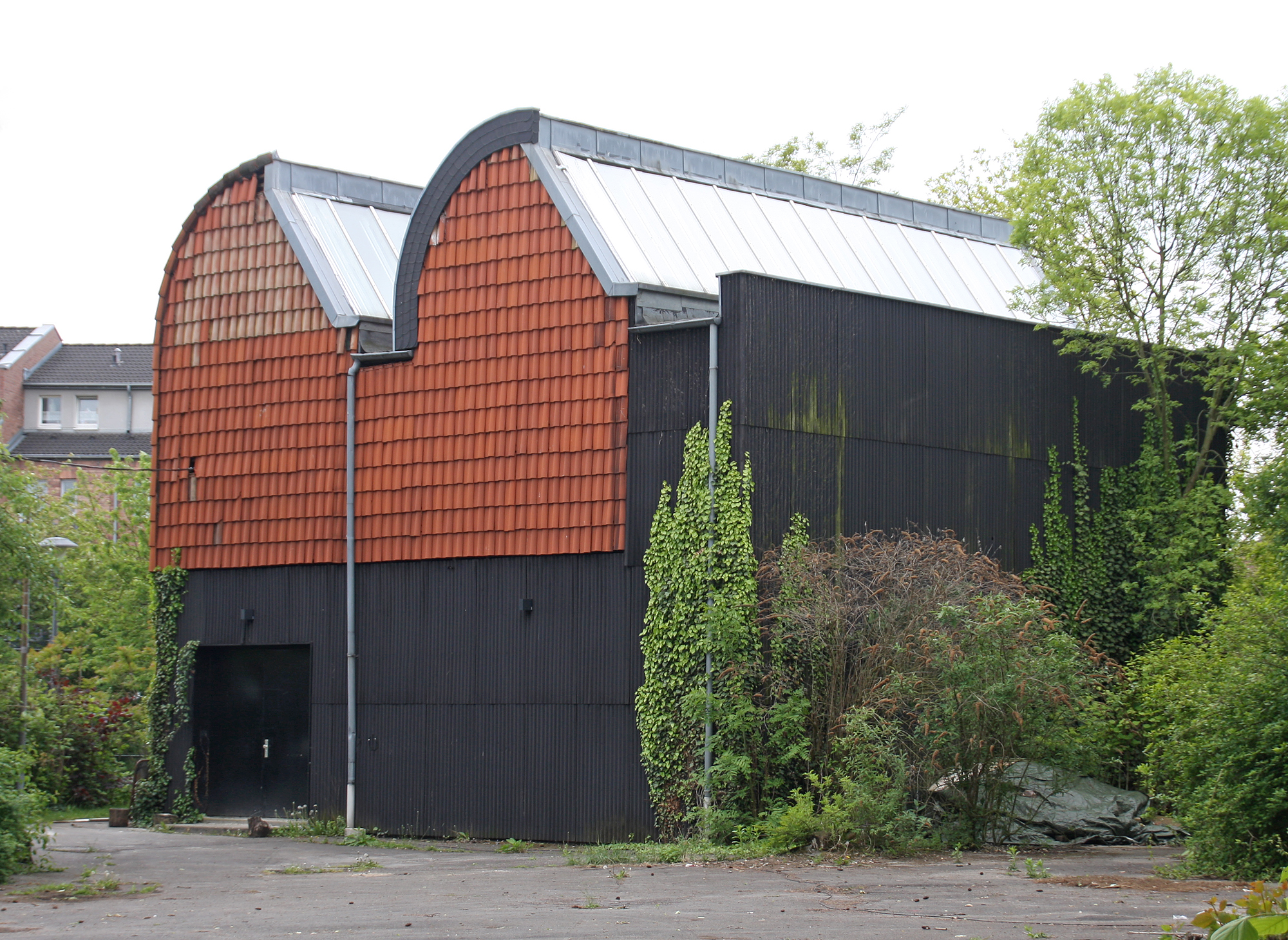
Heutige Bebauung des Schulgeländes (hinterer Teil mit Simultanhalle; 2010)

Binnen weniger Wochen nach dem Anschlag empfahl der Schulausschuss des Rates der Stadt Köln, als Ersatz für die Schule einen Neubau zu errichten. Die vorhandene Schule wurde geschlossen und die Gebäude mit Ausnahme des steinernen alten Schulhauses bereits wenige Tage nach der Tat abgerissen. Das alte Schulhaus wurde am 1. Juli 1980 mit der Denkmalnummer 517 in die Kölner Liste der Baudenkmäler aufgenommen. Diese Entscheidung stand nicht in Zusammenhang mit dem Attentat.
Auf dem hinteren Teil des Grundstücks errichtete das Kölner Architekturbüro Busmann + Haberer 1979 ein provisorisches Segment des geplanten Neubaus für das Kölner Wallraf-Richartz-Museum/Museum Ludwig (heute Museum Ludwig), die sogenannte Simultanhalle. Hier wurden die Wirkung des Lichteinfalls auf die Bilder des Museums, Wandverkleidungen und Bodenbeläge getestet. Nach dem Ende dieser Versuche sollte die Halle abgerissen werden, wurde aber seit 1983 von lokalen Künstlern als Atelier und Ausstellungshalle genutzt. Die Halle darf seit Januar 2018 nicht mehr betreten werden, da sie als einsturzgefährdet gilt.

## Filme
- Der Amoklauf von Volkhoven. Ein Film von Lothar Schröder aus der ARD-Sendereihe: Protokoll einer Katastrophe. Eine Produktion der beta bande im Auftrag des WDR. Dokumentarfilm, Deutschland 2014.[34][35]

## Musik
- Epicedium: Volkhoven In Fire (auf dem Konzeptalbum Anthropogenic, 2012)